# Ghidfalău
Ghidfalău (in ungherese Gidófalva) è un comune della Romania di 2665 abitanti, ubicata nel distretto di Covasna, nella regione storica della Transilvania.
Il comune è formato dall'unione di 4 villaggi: Angheluș, Fotoș, Ghidfalău, Zoltan.